# Cladiella subtilis
Cladiella subtilis is een zachte koraalsoort uit de familie Alcyoniidae. De koraalsoort komt uit het geslacht Cladiella. Cladiella subtilis werd in 1970 voor het eerst wetenschappelijk beschreven door Tixier-Durivault. 